# Frankie Magellano
Frankie Magellano, nome d'arte di Matteo Morgotti (Correggio, 1971), è un cantautore italiano.

## Discografia
- 1995 - Frankie Magellano
- 2011 - Ricordati che prima o poi io ti mangerò (Ep. - Muki Edizioni)
- 2012 - Adulterio e Porcherie (Muki Edizioni)

## Video
- 2011 - Arnaldo Pininfarina. Nell'album Ricordati che prima o poi io ti mangerò